# Avalon (singolo)
Avalon è il secondo singolo del gruppo musicale britannico Roxy Music, pubblicato nel 1982 come estratto dall'album Avalon.

## Descrizione
Nel brano i caratteristici cori femminili sono eseguiti dalla cantante haitiana  Yanick Etienne. Lo stesso Ferry racconta che mentre era nei corridoi dello studio di New York per le registrazioni dell'album, sentì la sua voce e ne rimase talmente colpito che subito la invitò a partecipare ai cori.
Si è classificato al 13º posto nella Official Singles Chart nel Regno Unito.

## Video musicale
Il videoclip, diretto da Howard Guard e Ridley Scott, mostra il gruppo al completo che suona in un elegante ristorante. Appare anche l'attrice inglese Sophie Ward, figlia dell'attore Simon Ward, che prima balla con Ferry e poi da sola scalza. Si vede anche Ferry con un falco su un guanto da falconiere, che ricorda quello sulla copertina dell'album. È stato girato nella dimora di campagna di Mentmore Towers.

## Tracce
Testi e musiche di Bryan Ferry.
1. Avalon – 4:16
2. Always Unknowing – 5:25

## Formazione
Hanno partecipato alle registrazioni, secondo le note dell'album:
Roxy Music
- Bryan Ferry – voce, tastiere
- Phil Manzanera – chitarra
- Andy Mackay – sassofono

Altri Musicisti
- Neil Hubbard – chitarra
- Alan Spenner - basso
- Andy Newmark – batteria
- Jimmy Maelen – percussioni
- Fonzi Thornton – cori
- Yanick Etienne – cori